# 安德羅斯島 (希臘)
安德羅斯島（希臘語：Άνδρος，發音：[ˈanðros]），是希臘的島嶼，屬於基克拉澤斯群島的一部分。行政上该岛属于南愛琴大區安德罗斯专区安德罗斯市镇。岛上的最大定居点为同名城镇。该岛長40公里、寬16公里，岛屿面積379.7平方公里，2021年人口数量为8,826人。主要經濟活動有旅遊業。

## 外部連結
- 安德罗斯市镇官方网站 （页面存档备份，存于） （希腊文）
- E-zine of Andros Island （页面存档备份，存于） （英文） （希腊文）